# Passalora murina
Passalora murina är en svampart som först beskrevs av Ellis & Kellerm., och fick sitt nu gällande namn av U. Braun & Crous 2003. Passalora murina ingår i släktet Passalora och familjen Mycosphaerellaceae.   Inga underarter finns listade i Catalogue of Life.